# Дорога с разделительной полосой

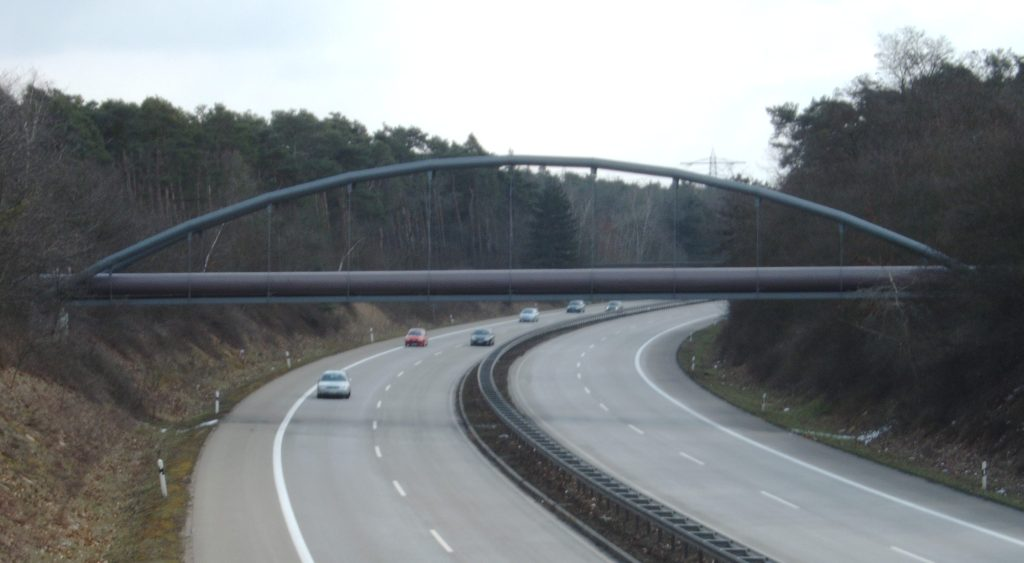

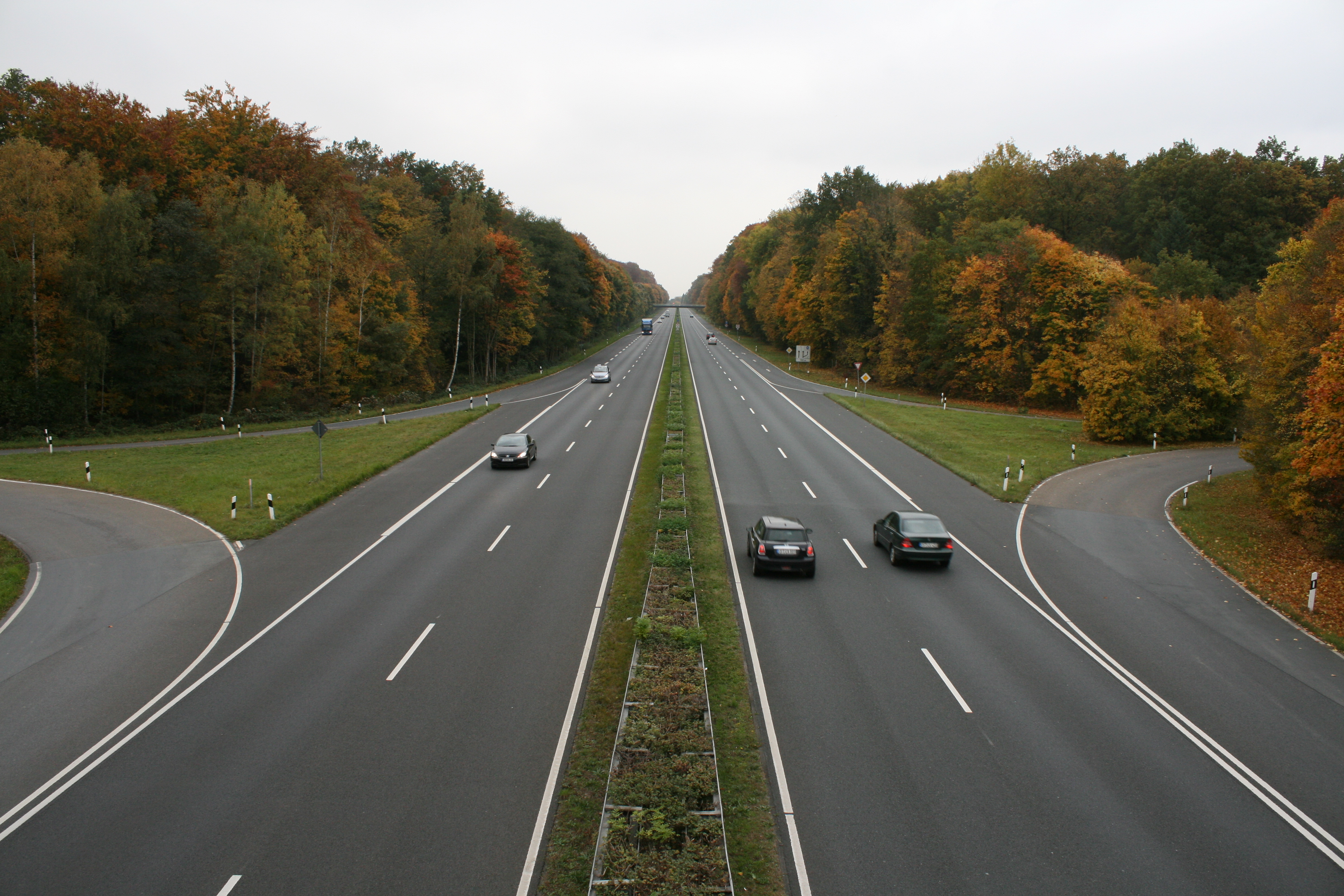

Дорога с разделительной полосой — автомобильная дорога с двумя проезжими частями, обычно разделённых системой отбойников или зелёным поясом.
Разделительная полоса — выделенный конструктивно элемент дороги (чаще всего при помощи бордюра), разделяющий смежные проезжие части и не предназначенный для движения или остановки транспортных средств и пешеходов вне специально оборудованных и обозначенных мест.
Для озеленения разделительной полосы чаще всего используются газонные насаждения, при ширине более 4-х метров может применяться невысокий кустарник. Также на разделительных полосах часто оборудуются дорожные ограждения.
В России к дорогам с разделительной полосой относятся следующие категории дорог:
- IА (автомагистраль) — не имеет пересечения с другими дорогами и не допускается доступ на дорогу с примыкания на одном уровне;
- IБ (скоростная дорога) — не имеет пересечения с другими дорогами и допускается доступ на дорогу с примыкания на одном уровне (без пересечения прямого направления);
- IВ (дорога обычного типа с шириной полосы 3,75 м);
- II (дорога обычного типа с шириной полосы 3,5 м) с количеством полос не менее четырёх.